# جرمی بوگا
جرمی بوگا (فرانسوی: Jérémie Boga‎؛ زادهٔ ۳ ژانویهٔ ۱۹۹۷) بازیکن فوتبال اهل ساحل عاج است که برای باشگاه نیس بازی می‌کند.

## باشگاهی
از باشگاه‌هایی که در آن بازی کرده‌است می‌توان به چلسی، رن، گرانادا، بیرمنگام سیتی و ساسولو اشاره کرد.

## تیم ملی
وی همچنین در تیم ملی فوتبال ساحل عاج بازی کرده‌است.